# Aloys und Rose

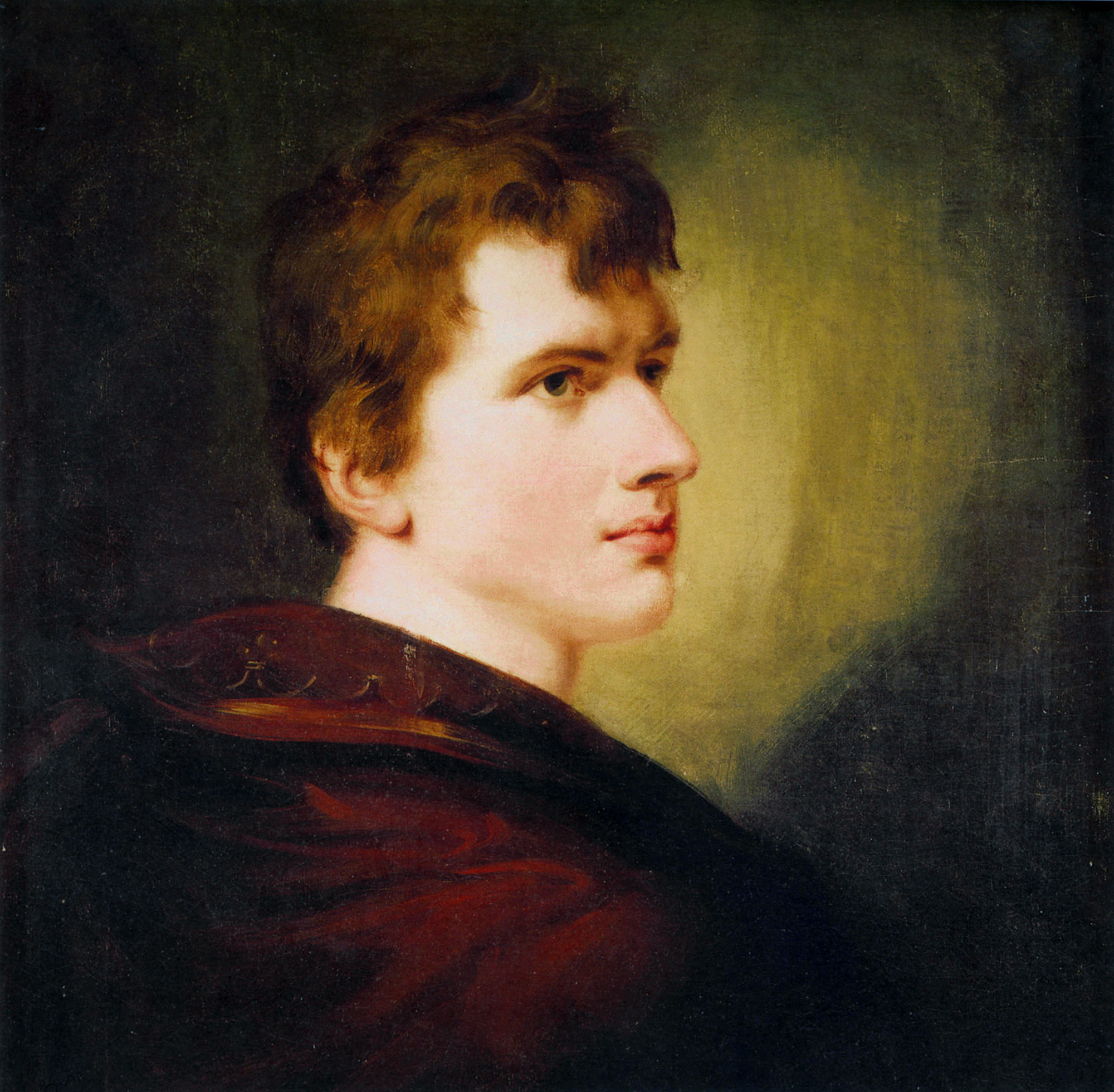
Achim von Arnim
(1781–1831)

Aloys und Rose ist eine elegische Liebesgeschichte von Achim von Arnim, die 1803 im Dritten Band der Französischen Miscellen, herausgegeben von Helmina von Chézy, bei Cotta in Tübingen erschien.

## Inhalt
Aloys sitzt nach dem Kampf gegen Napoleons Helvetische Republik Ende 1802 auf der Feste Aarburg gefangen. Seine Braut Rose hat es in das von Napoleon annektierte Wallis verschlagen. In Begleitung des jungen Mädchens befindet sich eine alte Magd, die die Franzosen „mit Rattengift“ umbringen möchte. Der Vater, ein Spieler und Franzosenfreund, war mit Rose bei Nacht und Nebel aus dem Waadtland ins Wallis geflüchtet. Dort hatte er heimlich ein kleines Gasthaus gekauft. Der Vater ist inzwischen verstorben. Die Zugezogenen werden von den Wallisern nicht geliebt. Doch die Mutter will Fuß fassen. Rose soll einen reichen Einheimischen heiraten. Die Braut des Freiheitskämpfers Aloys sträubt sich. Aus kurzen Bemerkungen und auch aus den himmelblauen Papieren, die Rose dem Erzähler vorlegt, geht dies und das aus der Geschichte des Brautpaares hervor. Die Väter des Brautpaares waren Regimentskameraden gewesen. Die beiden Männer hatten einander versprochen, ihre Kinder „gegenseitig einander zu verheiraten“. Der Vater von Aloys hatte die Heirat kurzfristig abgesagt, als sich Roses Vater den Franzosen ganz zugewandt hatte. Aloys und Rose hingegen, auch durch „die gemeinschaftliche Vorliebe für alte Bücher“ verbunden, hatten zunächst zusammengehalten. Nun aber gibt Aloys, während der Gefangenschaft verzagend, in einem „Absagebrief“ die Braut frei. Rose hofft, dass der Erzähler, ein Reisender, der im Gasthaus der Mutter eingekehrt ist, ihr Nachricht von Aloys bringen kann.

## Selbstzeugnis
Zur Form: Im Untertitel nennt sich Achim von Arnim Herausgeber des Tagebuches eines anonymen Ich-Erzählers, unter dem sich der Leser Alois von Reding vorstellen kann. Der Ich-Erzähler duzt in diesen Tagebuchblättern in Briefform den Adressaten. Achim von Arnim schreibt dazu an Brentano: „... wo Du steht, muß[t] Du, Clemens Brentano lesen.“

## Rezeption
- Riley[9] bespricht den Text.
- Renate Moering[10] hat die kleine Erzählung kommentiert. Anlass zur Ausarbeitung der Erzählung seien die Besetzung des Wallis durch Napoleon und Redings Verhaftung gewesen.[11]

### Ausgaben
- Hans-Georg Werner (Hrsg.): Ludwig Achim von Arnim: Die Erzählungen und Romane. Auf der Grundlage der von W. Migge besorgten dreibändigen Werkausgabe 1962–1965. Vier Bände. Band 1 (1067 Seiten): Hollin’s Liebeleben. Aloys und Rose. Der Wintergarten. Die Novellensammlung von 1812. Die Einquartierung im Pfarrhause. Frau von Saverne. Die Weihnachts-Ausstellung. Der tolle Invalide auf dem Fort Ratonneau. Seltsames Begegnen und Wiedersehen. Die zerbrochene Postkutsche. Juvenis. Band 2 (811 Seiten): Fürst Ganzgott und Sänger Halbgott. Die Majoratsherren. Owen Tudor. Die Kirchenordnung. Die Verkleidungen des französischen Hofmeisters und seines deutschen Zöglings. Raffael und seine Nachbarinnen. Landhausleben. Die Ehenschmiede. Der Pfalzgraf, ein Goldwäscher. Band 3 (607 Seiten): Armut, Reichtum, Schuld und Buße der Gräfin Dolores. Band 4 (645 Seiten): Die Kronenwächter. Insel-Verlag Leipzig, 1981–1984.

### Zitierte Textausgabe
- Renate Moering (Hrsg.): Aloys und Rose. Französische Miscellen aus Wallis. Aus dem Tagebuch eines hipochondrischen Reisenden. S. 11–49 in Achim von Arnim. Sämtliche Erzählungen 1802–1817. Bd. 3 in: Roswitha Burwick (Hrsg.), Jürgen Knaack (Hrsg.), Paul Michael Lützeler (Hrsg.), Renate Moering (Hrsg.), Ulfert Ricklefs (Hrsg.), Hermann F. Weiss (Hrsg.): Achim von Arnim. Werke in sechs Bänden. 1398 Seiten. Deutscher Klassiker Verlag Frankfurt am Main 1990 (1. Aufl.), ISBN 3-618-60030-5